# Palau de Noguera
La villa de Palau de Noguera, antiguamente Vilanova de Pallars, fue municipio independiente desde la promulgación de la Constitución de Cádiz (1812) hasta 1972, ahora perteneciente al término municipal de Tremp. Este término incluía el pueblo de Puigcercós.
Está situada al sur de Tremp, en la orilla derecha del Noguera Pallaresa, aguas abajo de la cabeza de comarca, a la cola del pantano de Terradets.
Las características del trazado de las calles de Palau de Noguera permiten hablar de una primitiva disposición de villa amurallada, pero desdibujada con el paso del tiempo por el crecimiento de la villa a través del alargamiento de sus dos arrabales, que han ido haciendo crecer la villa hacia poniente.
Dentro de la villa hay que hacer constar la existencia de una capilla dedicada a la Virgen de la Piedad, situada en el arranque de los arrabales, a poniente del recinto de la villa.

## Etimología
Palau de Noguera debe su nombre al hecho de que aquí hubo un palacio de los condes de Pallars Jussá. La segunda parte del topónimo es una referencia al río inmediato a la población, un vado era controlado desde ella.

## Geografía humana

### Demografía
| Gráfica de evolución demográfica de Palau de Noguera entre 1842 y 1970 |
| |
| Población de derecho según los censos de población del INE Población de hecho según los censos de población del INEEn estos censos se denominaba Palau: 1842 Entre el censo de 1857 y el anterior, crece el término del municipio porque incorpora a 255296 (Puigcercós) Entre el censo de 1981 y el anterior, este municipio desaparece porque se integra en el municipio 25234 (Tremp) |

## Comunicaciones
Palau de Noguera está a 3 km de Tremp, en dirección sur. Se puede llegar por la carretera C-13 (Eje del Pallars) que enlaza la comarca del Segriá con la del Pallars Sobirá.
Tiene una estación de la Ferrocarril de Lérida a Puebla de Segur.

## Economía
Es un pueblo eminentemente agrícola (regadío y secano) y ganadero (porcino). Desde 1950 existe la Cooperativa Agrícola San Antolín, que agrupa a unos 60 socios.
Existe también una tahona.

## Historia
Mencionado desde el 1100, en una donación de tierras hecha por el conde de Pallars Jussá Pedro Ramón I al Monasterio de Santa María de Mur. Inicialmente fue palacio de los condes de Pallars, el conde Arnal Mir de Pallars Jussà y su esposa Òria, que dieron el lugar a la orden del Hospital, con el fin de repoblarlo y cuidarlo. Los mismos condes concedieron una carta puebla o carta de franquicias, para facilitar la repoblación, y Palau de Noguera tomó el nombre de Vilanova de Pallars.
Los hospitalarios tenían el señorío de Susterris, aguas arriba del río Noguera Pallaresa, y la nueva población se quedó unida a ello, tanto desde el punto de visa civil como religioso. Sin embargo, el monasterio de Mur tenía derechos adquiridos, y el conde Arnau Mir dispuso, en su testamento, que las heredades que quedaran libres después de construirse la nueva población fueran patrimonio de Mur.

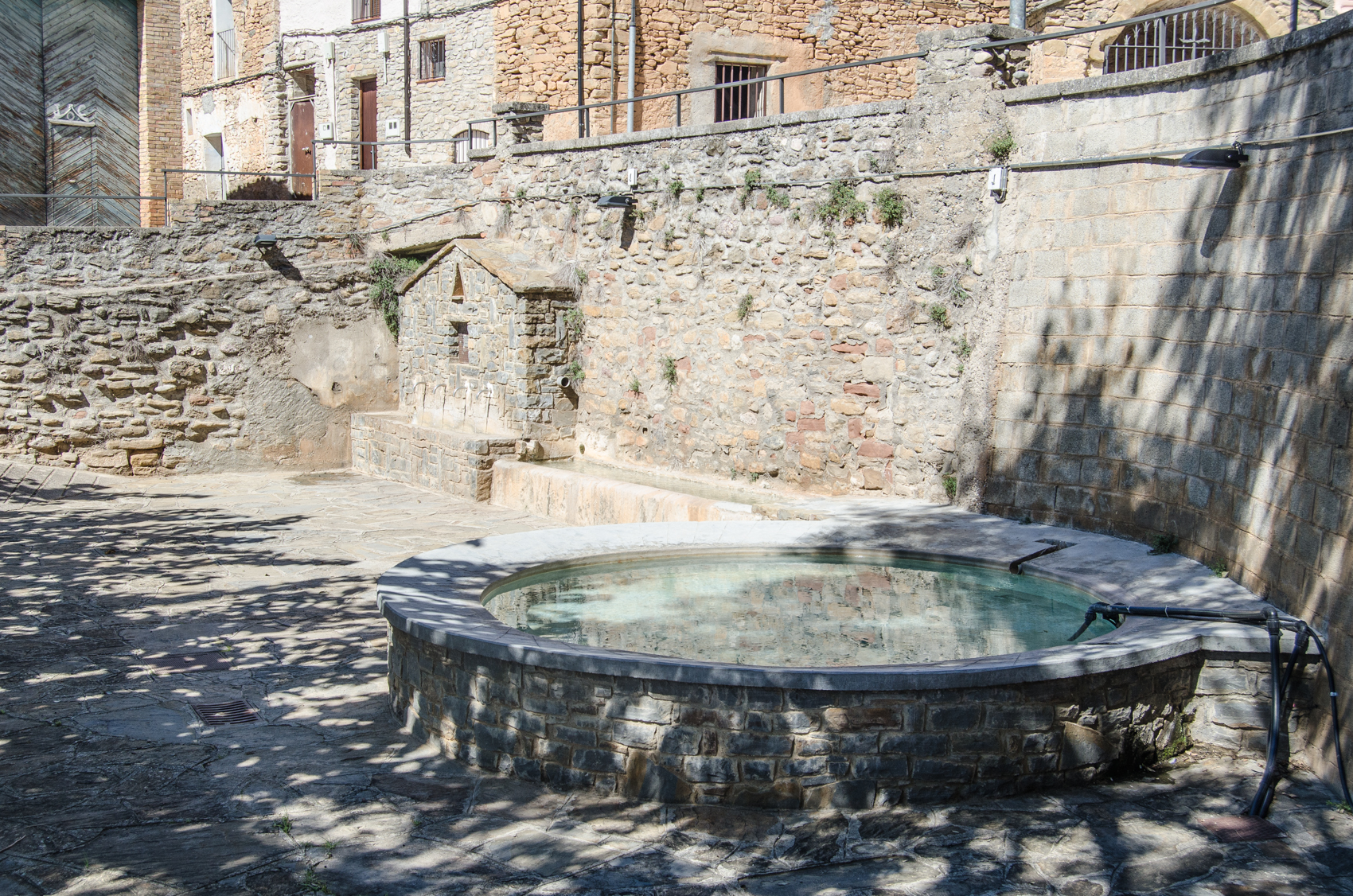
Palau de Noguera. Fuente, abrevadero y lavadero.

Uno de los principales hechos que contribuyeron a hacer de Palau de Noguera un lugar de vital importancia en el Pallars Jussá fue el hecho de que desde este lugar se controlaba uno de los pasos más importantes que vadeaban el río Noguera Pallaresa, por el que pasaban los caminos que venían de la Conca Dellà y, a través de ella, de mucho más allá.
Todos estos hechos causaron, ya desde el inicio de la repoblación, un carácter controvertido al dominio de las tierras de Palau de Noguera. Los pleitos fueron varios a lo largo de la historia. Destaca especialmente el suscitado en 1381 a partir del intento de venta de los lugares de Palau de Noguera y Puigcercós a Berenguer de Abella. Los hospitalarios de Susterris consiguieron parar la venta, al considerar que los dos sitios pertenecían al término de Talarn, que dependía de Susterris.

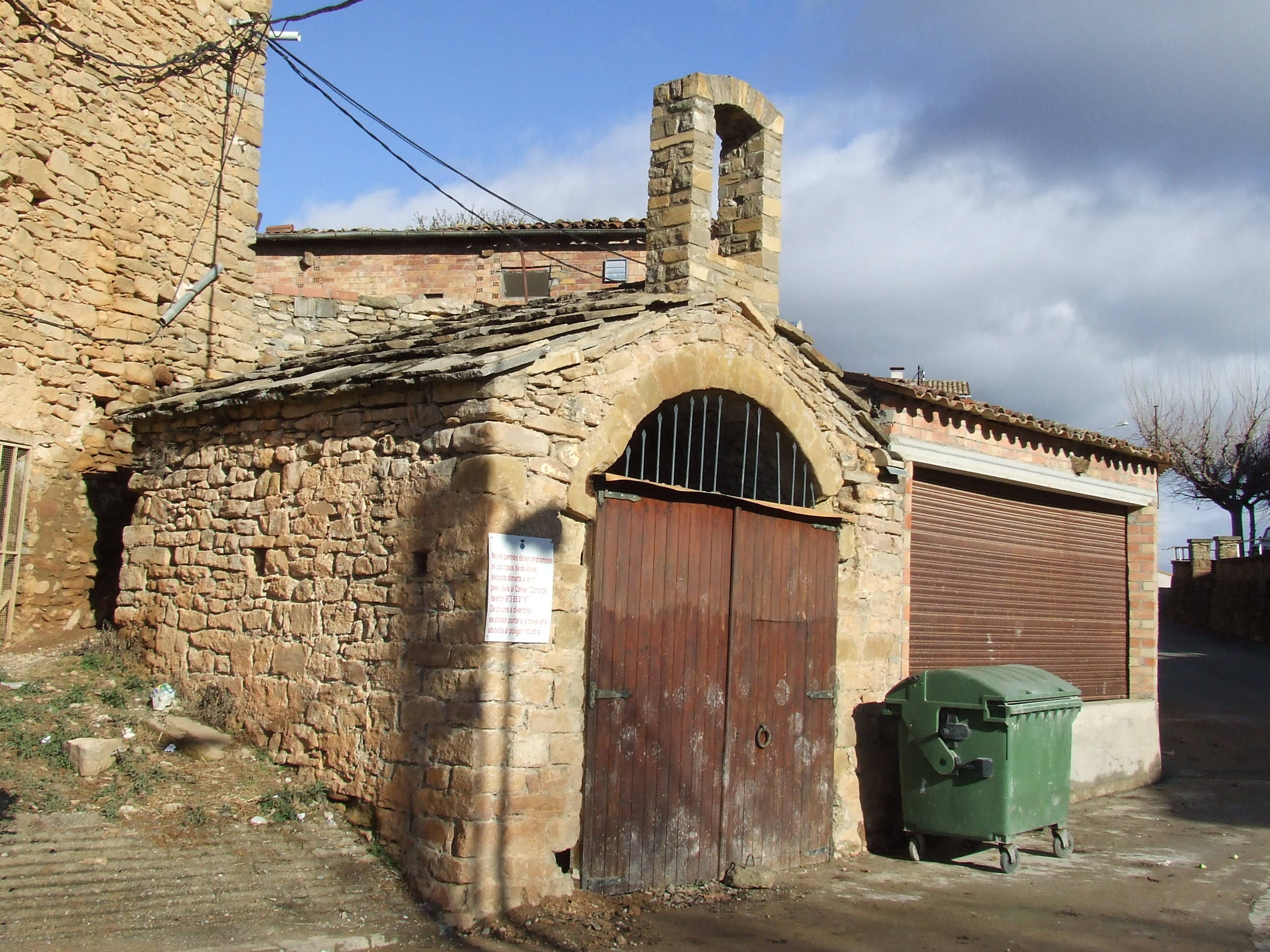
Capilla de la Virgen de la Piedad

Quizá para hacer evidente su dominio, los hospitalarios instituyeron un priorato de su orden en la iglesia parroquial de San Juan Bautista de Palau de Noguera, con el deber de ir, los presbíteros de Palau de Noguera, a celebrar una misa cantada a San Antonio de Susterris (entonces dedicada a San Juan, también), sede de la encomienda pallaresa de la orden del Hospital. Este dominio de los hospitalarios perduró hasta el siglo XIX, con la liquidación de los antiguos señoríos. A lo largo de todos estos años, el rey mantuvo en Palau de Noguera una parte de la jurisdicción y, por tanto, de las rentas que se generaban.
En 1378, Palau de Noguera contaba con 27 fuegos (unos 135 habitantes), y fue aumentando con los años: 31 fuegos en 1553, 140 habitantes en 1718, 204 en 1787 y 224 en 1843.
En 1845 se publicaba el Diccionario geográfico ... de Pascual Madoz, en el que constan:

49 casas, en Palau de Noguera. De ellas, 37 agrupadas y 11 dispersas, con algunos pajares, que forman dos arrabales, al suroeste y al oeste de la villa (la casa que falta en la suma de las dos cifras anteriores no aparece mencionada en ninguna parte). Tenía escuela de primeras letras, pagada con las aportaciones de Palau de Noguera, Puigcercós, Claret y Tendrui, aunque sólo constan como asistentes a las clases 15 niños de Palau. También hay Casa de la villa, prisión y restos de la muralla. Se mencionan cuatro capillas, aparte de la iglesia parroquial: San Antonio mártir, Santa Lucía, Nuestra Señora del Rosario y San Juan. Finalmente, se dice que Palau de Noguera cuenta con 38 vecinos (cabezas de familia) y 224 almas (habitantes).

A partir de esta fecha, los censos incluyen Puigcercós, y se llega a los 623 en 1860. Después vino el descenso, inevitable, como en todas las poblaciones de la comarca, por los nuevos signos de los tiempos: 330 habitantes estabilizados entre 1930 y 1970, 104 en 1981, y, finalmente, 85 en 2006.

## Patrimonio
Iglesia de San Juan BautistaBarroca, cuyo altar mayor es neoclásico. La anterior iglesia fue construida en 1161 por orden del Hospital y Santa María de Susterris. En 1771 se iniciaron las obras de la actual iglesia sobre el espacio que ocupaba la del siglo XII. En la fachada sudoeste quedan restos de la iglesia primitiva. Destaca, desde el punto de vista arquitectónico, el artesonado que cubre la cubierta esférica del ábside. La iglesia consta de una nave con capillas laterales situadas entre los contrafuertes. Bajo la sacristía hay un espacio que debía ser parte de una cripta.
Capilla de la Virgen de la PiedadUbicada en el casco urbano.
Ermita de San AntolínEstá a 1 km del pueblo, en dirección a Puigcercós.

## Fiestas y tradiciones
- Último domingo de agosto - Fiesta mayor. Se conmemora a San Juan Bautista.
- 2 de septiembre - Fiesta de San Antolín, al que tiene dedicada la ermita que se ubica en su término.

La noche del día de la fiesta mayor se baila el contrapàs, una danza popular catalana de carácter solemne. Palau de Noguera tiene su propia modalidad.

### Casco urbano

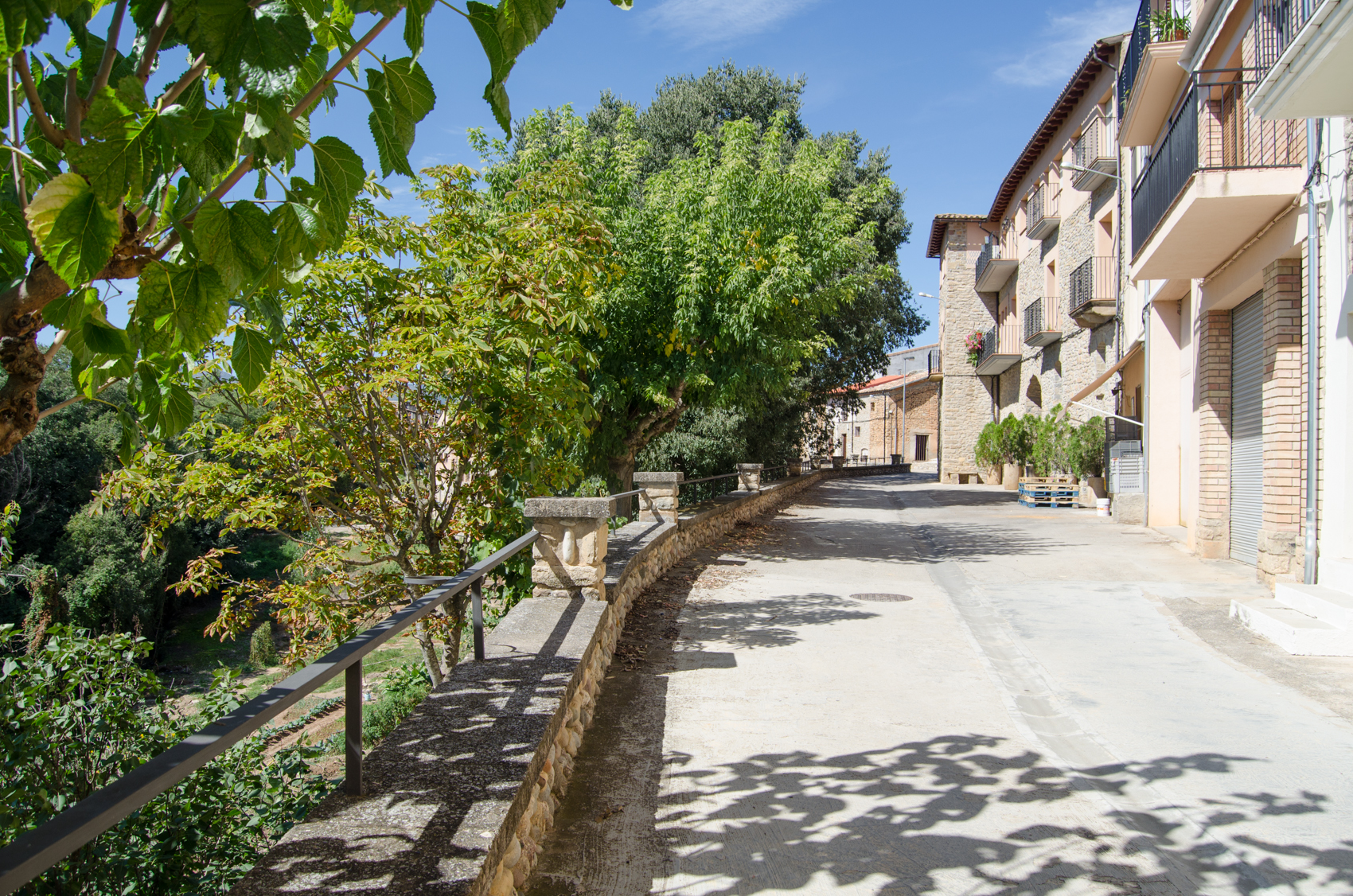
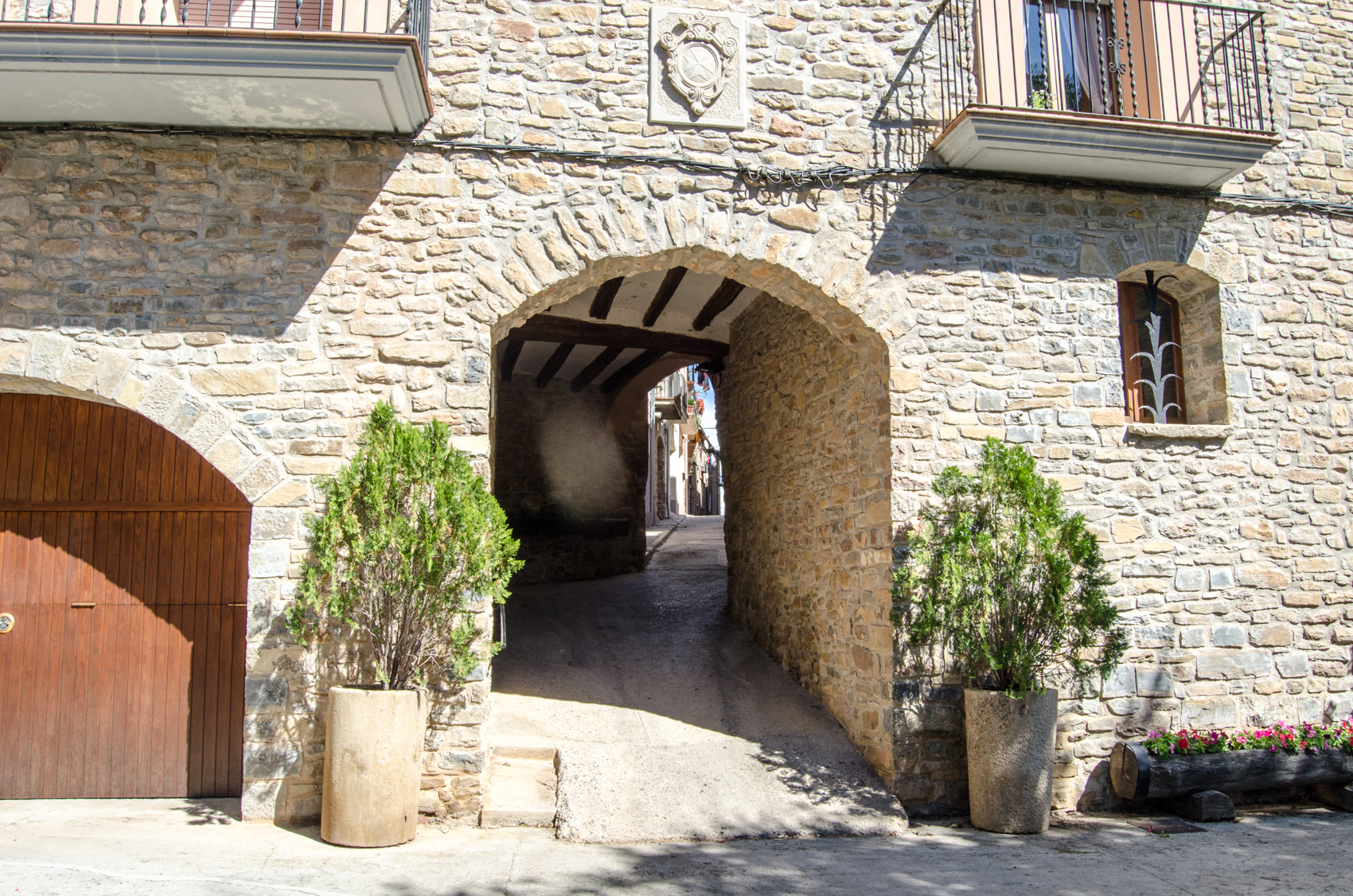
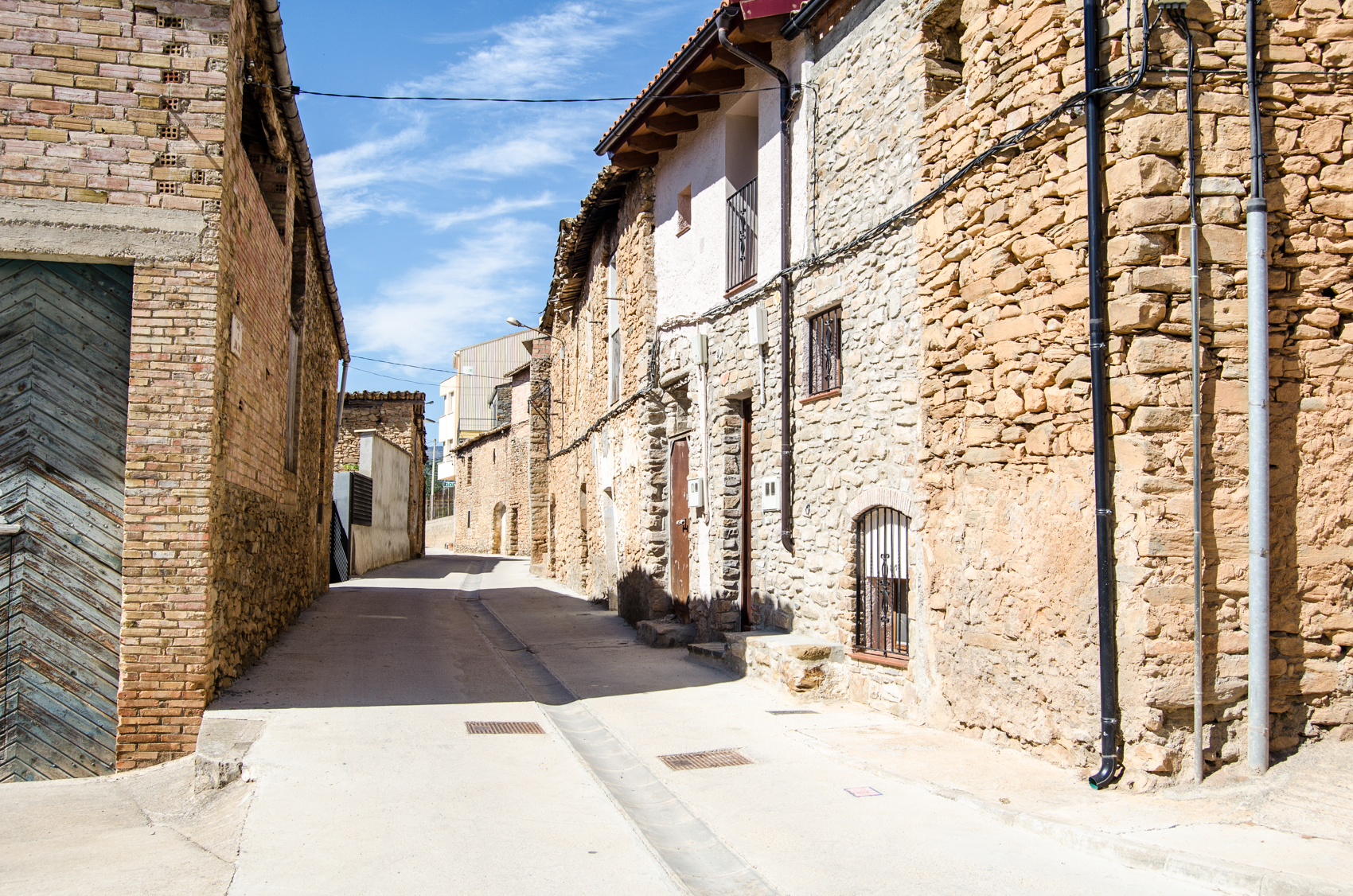
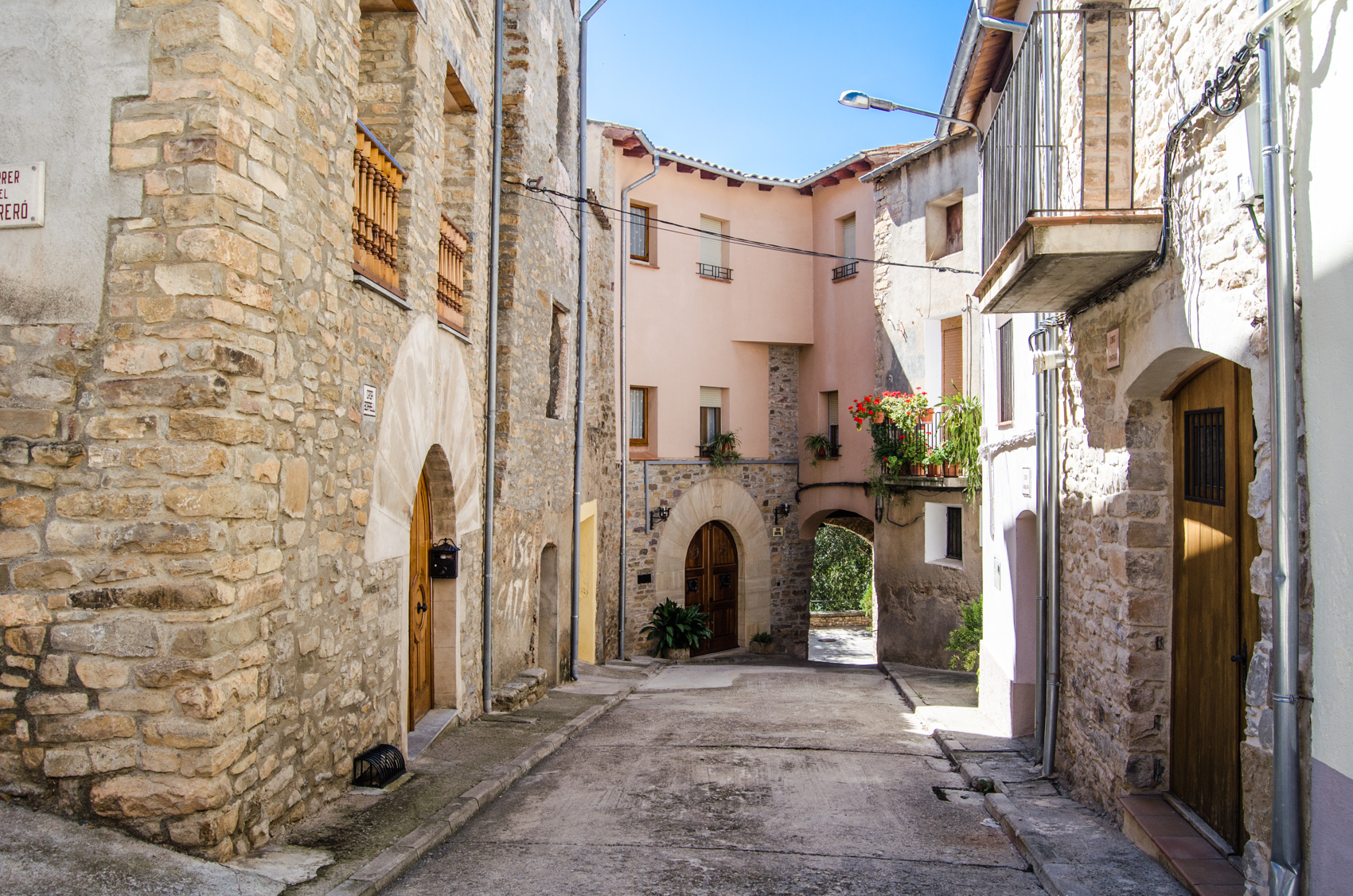
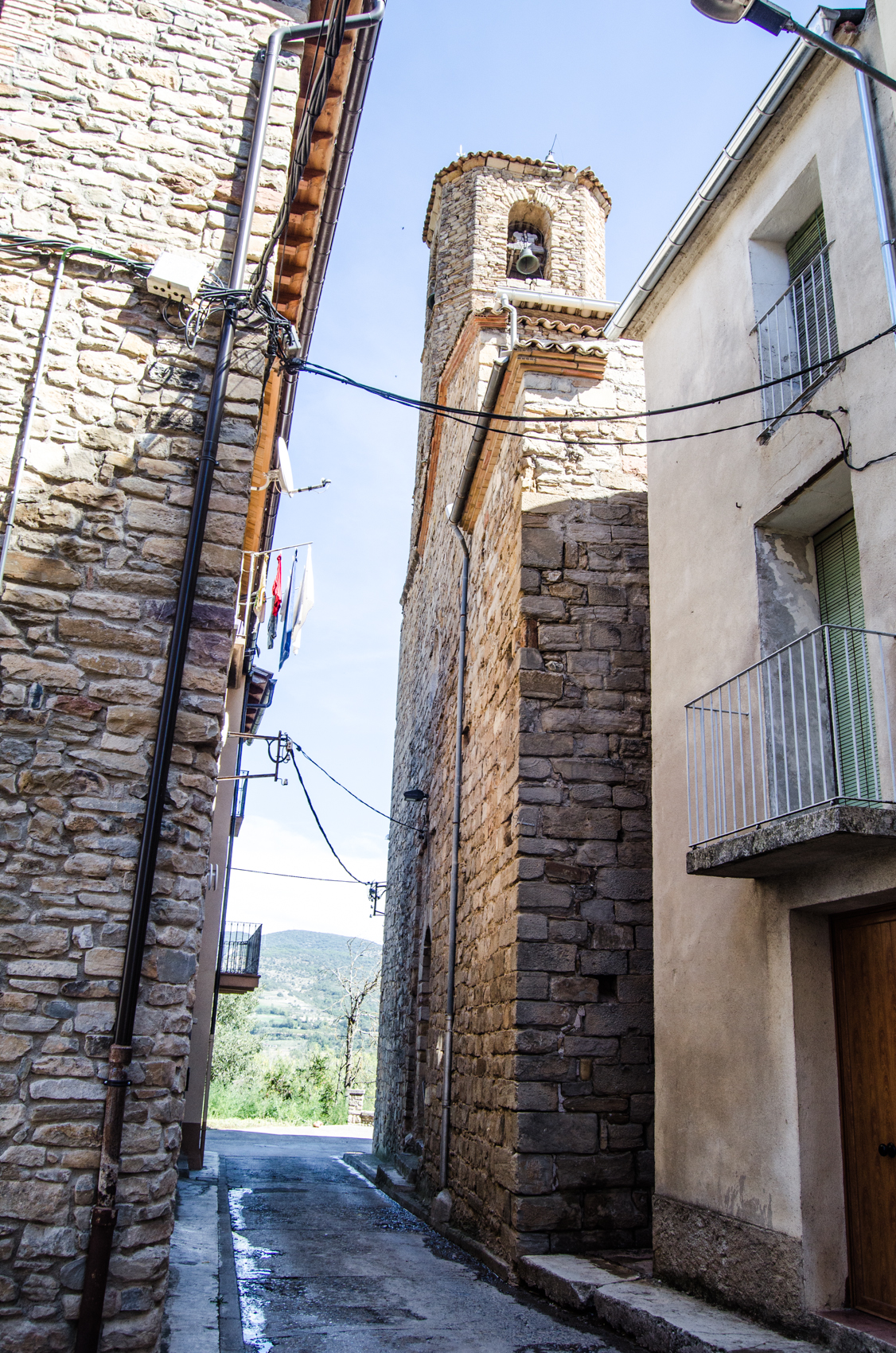

## Galería de imágenes

### Iglesia de San Juan Bautista

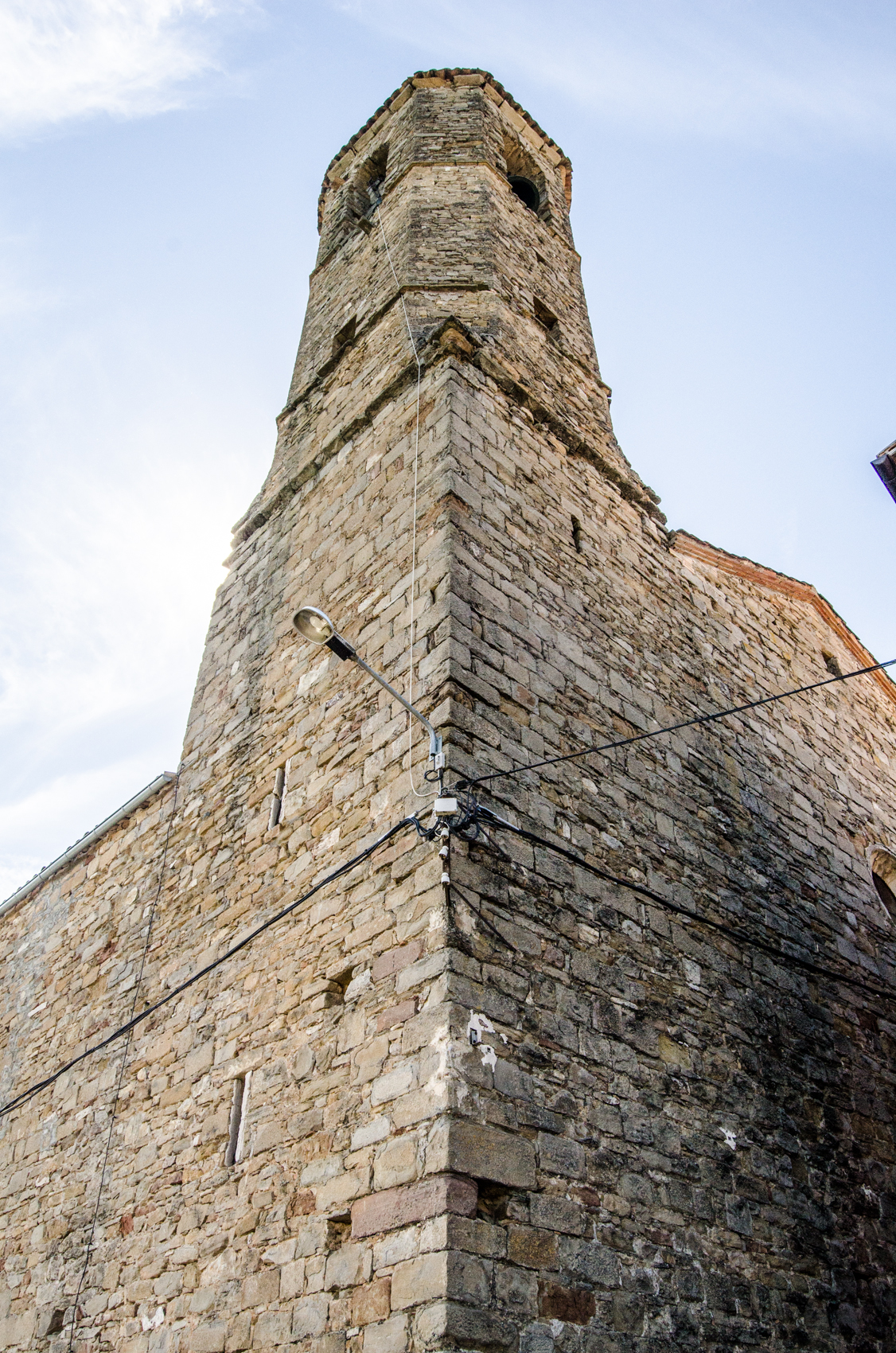
Detalle de la torre.
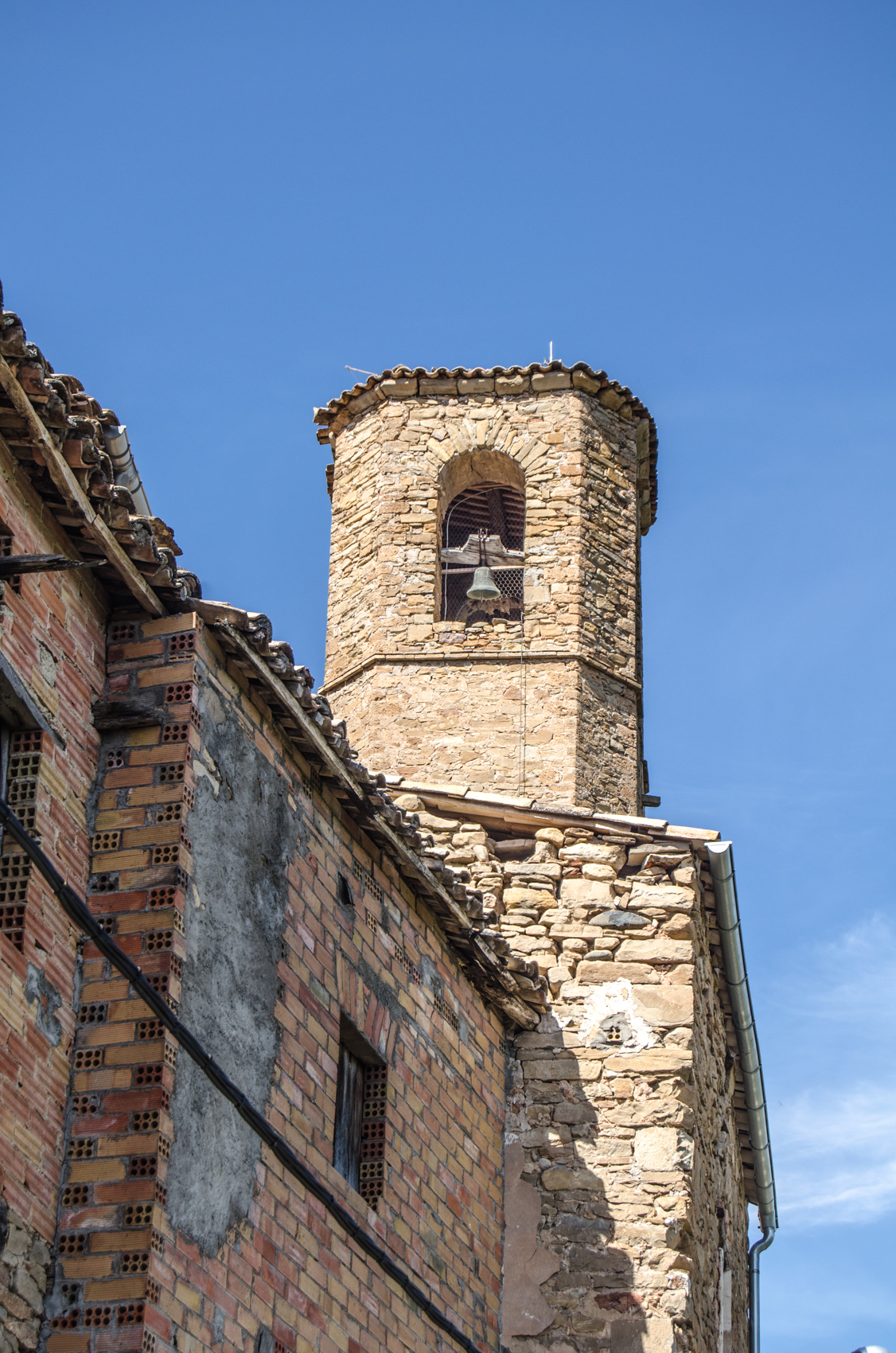
Detalle de la torre.